# Mensenrechtenraad van de Verenigde Naties
De Mensenrechtenraad van de Verenigde Naties (Engels: United Nations Human Rights Council, afgekort UNHRC) is een orgaan van de Verenigde Naties dat zich richt op de naleving van de verdragen voor de mensenrechten. Alle landen worden door de UNHRC beoordeeld, te beginnen met de landen die zitting hebben in deze raad. Het orgaan werd opgericht in 2006 ter vervanging van de politiek gestrande Mensenrechtencommissie van de Verenigde Naties, die werd opgericht in 1946 maar door velen als 'tandeloos' werd gezien, omdat er te veel landen in zaten die zelf ook mensenrechten schonden. De UNHRC-zetel werd geïnstalleerd in het Palais des Nations in Genève. Op 9 mei 2006 werden de raadsleden gekozen en op 19 juni 2006 werd de eerste officiële vergadering gehouden.

## Structuur

### Vergaderingen
De UNHRC houdt drie keer per jaar sessies, in maart, juni en september. De UNHRC kan op verzoek van een derde van de lidstaten te allen tijde besluiten een speciale zitting te houden om mensenrechtenschendingen en noodsituaties aan te pakken. Tot december 2021, zijn er 32 speciale sessies geweest.

### Regionale verdeling

Afrika
Azië
Latijns-Amerika en Caraïben
West-Europa en overige
Oost-Europa
VN-lid zonder plaats in een groepering
Geen VN-lidstaat of VN-territorium

De landen zijn verdeeld in groepen (fracties), zodat er een gelijkmatige verdeling van zetels is voor de regio's van de wereld. De zetels zijn als volgt verdeeld: 
- Afrika: 13 leden
- Azië: 13 leden
- Latijns-Amerika en Caraïben: 8 leden
- West-Europa en overige: 7 leden
- Oost-Europa: 6 leden

Verkiezingstabel
De volgende tabel biedt een overzicht van welke zetels er roterend in het eerste, tweede en derde jaar worden verkozen.
|                             | eerste jaar | tweede jaar | derde jaar | Totaal |
| --------------------------- | ----------- | ----------- | ---------- | ------ |
| Afrika                      | 4 leden     | 4 leden     | 5 leden    | 13     |
| Azië                        | 4 leden     | 4 leden     | 5 leden    | 13     |
| Latijns-Amerika en Caraïben | 2 leden     | 3 leden     | 3 leden    | 8      |
| West-Europa en overige      | 2 leden     | 2 leden     | 3 leden    | 7      |
| Oost-Europa                 | 2 leden     | 2 leden     | 2 leden    | 6      |
|                             | 14          | 15          | 18         | 47     |

### Huidige leden

Afrika (13)
Azië (13)
Oost-Europa (6)
Latijns-Amerika en Caraïben (8)
West-Europa en overige (7)

De raad bestaat uit 47 lidstaten, die bij meerderheid van de leden van de Algemene Vergadering van de Verenigde Naties door middel van rechtstreekse en geheime stemming worden gekozen. De Algemene Vergadering houdt rekening met de bijdrage van de kandidaat-lidstaten aan de bevordering en bescherming van de mensenrechten, alsook met hun vrijwillige toezeggingen en toezeggingen in dit verband. De lidstaten worden voor 3 jaar gekozen en zijn herkiesbaar voor één extra termijn, waarna ze hun zetel moeten opgeven.
| Termijnen          | Afrika (13)                           | Azië (13)                                                    | Latijns-Amerika en Caraïben (8) | West-Europa en overige (7)         | Oost-Europa (6)           |
| ------------------ | ------------------------------------- | ------------------------------------------------------------ | ------------------------------- | ---------------------------------- | ------------------------- |
| 2021-2023          | Ivoorkust Gabon Malawi Senegal        | China Nepal Pakistan Oezbekistan                             | Bolivia Cuba Mexico             | Frankrijk Verenigd Koninkrijk      | Oekraïne Rusland Tsjechië |
| 2022-2024          | Benin Kameroen Eritrea Gambia Somalië | India Kazachstan Maleisië Qatar Verenigde Arabische Emiraten | Argentinië Honduras Paraguay    | Finland Luxemburg Verenigde Staten | Litouwen Montenegro       |
| 2023-2025          | Algerije Marokko Soedan Zuid-Afrika   | Bangladesh Kirgizië Malediven Vietnam                        | Chili Costa Rica                | België Duitsland                   | Georgië Roemenië          |
| Voorzitter (2023): | Voorzitter (2023):                    | Voorzitter (2023):                                           | Václav Bálek                    | Václav Bálek                       | Václav Bálek              |

1. ↑  Rusland geschorst uit de Mensenrechtenraad van de Verenigde Naties vanaf 7 april 2022.
2. ↑  Tsjechië neemt de zetel van Rusland over vanaf 10 mei 2022.

### Schorsingen
- De Algemene Vergadering van de Verenigde Naties schorste Libië per 1 maart 2011 als lid van de Mensenrechtenraad. Het besluit van de vergadering van 192 lidstaten was unaniem. De raad in Genève had de week ervoor zelf om de schorsing van Libië gevraagd vanwege de "grove en systematische schendingen van de mensenrechten" in het Noord-Afrikaanse land. De 47 lidstaten tellende raad veroordeelde tevens het brute geweld van de Libische overheid tegen betogers. VN-secretaris-generaal Ban Ki-moon verwelkomde de beslissing van de Algemene Vergadering, evenals de resolutie van de Veiligheidsraad, die besloot de situatie in Libië voor te leggen aan het Internationaal Strafhof (ICC) in Den Haag. "Deze acties sturen een sterke en belangrijke boodschap uit", aldus Ban Ki-moon. "Een boodschap met grote consequenties in de regio en daarbuiten – dat er geen straffeloosheid is, dat zij die misdaden tegen de mensheid plegen, gestraft zullen worden, dat de fundamentele beginselen van gerechtigheid en verantwoordelijkheid zullen zegevieren." Het was van korte duur. Na de dood van Qadhafi kwam er een nieuwe regering. De Algemene Vergadering nam een resolutie aan waarmee het lidmaatschap van Libië in november 2011 werd hersteld.[8]
- De Algemene Vergadering van de Verenigde Naties besloot op 7 april 2022 Rusland te schorsen als lid van de Mensenrechtenraad. De Verenigde Staten hadden daarop aangedrongen na meldingen van mensenrechtenschendingen in Oekraïne. Van de 193 lidstaten stemden er 93 voor tijdelijke uitsluiting en dat bleek voldoende bij 58 onthoudingen en 24 nee-stemmers. In een reactie liet Moskou weten het lidmaatschap van de Mensenrechtenraad meteen te beëindigen.[9] De Russische regering sprak van een "illegaal en politiek gemotiveerd" besluit, volgens het Russische persbureau RIA Novosti. Het Amerikaanse verzoek om schorsing kwam nadat Oekraïne Rusland had beschuldigd van de moord op honderden burgers in Boetsja, een voorstad van Kiev. Rusland had landen gewaarschuwd dat een stem voor schorsing of onthouding zou worden beschouwd als een "onvriendelijk gebaar" met gevolgen voor de onderlinge banden.[9]

### Kritiek
Na de oprichting van de UNHRC kwam er kritiek op het functioneren ervan. Mensenrechtenorganisaties zeggen dat de raad wordt gecontroleerd door landen uit het Midden-Oosten en Afrika, vaak met ondersteuning van China, Rusland of Cuba. Deze groepen landen zouden elkaar niet veroordelen. Ook zou er een tegen Israël gerichte cultuur zijn. Zo veroordeelde de Mensenrechtenraad Israël vaker dan alle andere 191 lidstaten samen. VN-secretaris-generaal Ban Ki-moon drukte de UNHRC in 2008 op het hart alle schendingen van mensenrechten te beoordelen, waar ook ter wereld. Sinds 1968 heeft Israël 32 resoluties geschonden die het officiële overheidsbeleid en/of specifieke acties van Israël veroordeelden. Deze lijst is gebaseerd op een studie van Steven Zunes, hoogleraar politieke wetenschappen aan de Universiteit van San Francisco. In zijn studie vermeed Zunes VN-resoluties op te nemen die volgens hem voor verschillende interpretaties vatbaar waren. Daarom zijn de bekende VN-resoluties 242 en 338 niet opgenomen in zijn lijst.
In september 2015 kreeg de organisatie zware kritiek door Saoedi-Arabië voorzitter te maken van een forum in de Mensenrechtenraad. Volgens critici is het land mogelijk recordhouder van schendingen van de rechten van vrouwen, minderheden en dissidenten. De raad is vaker aangesproken op het verstrekken van lidmaatschappen aan landen met een dubieuze reputatie op het gebied van mensenrechten, zoals de Volksrepubliek China, Qatar, Rusland en Venezuela.
Begin juni 2017 bekritiseerde de Amerikaanse VN-ambassadeur Nikki Haley het functioneren van de mensenrechtenraad. De Verenigde Staten hebben al lange tijd kritiek op de raad met betrekking tot de mensenrechtensituatie in Israël. Onder president George W. Bush heeft het land het werk van de raad drie jaar lang geboycot vanwege de eenzijdige en herhaalde kritiek op Israël en de weigering van de raad flagrante schendingen van mensenrechten in Soedan en andere landen te veroordelen. In 2009 besloot president Obama weer deel te nemen in de hoop de effectiviteit van de UNHRC te vergroten. Haley riep de raad ook op strenge resoluties aan te nemen tegen de mensenrechtenschendingen in Venezuela, Syrië, Wit-Rusland, Eritrea en Congo. Als de UNHRC zich onvoldoende aanpaste, zouden de Verenigde Staten zich beraden op hun positie. Op 19 juni 2018 maakte de Amerikaanse ambassadeur bij de VN, Nikki Haley, inderdaad bekend dat de Verenigde Staten zich zouden terugtrekken uit de raad, na meerdere keren te hebben aangegeven dat hervorming nodig was. Onder president Joe Biden werd dit beleid weer herzien en op 1 januari 2022 keerde het land terug in de raad.
Verschillende mensenrechtenactivisten weigerden in maart 2024 het diplomatieke terrein van het Palais des Nations te betreden, uit angst voor vergelding van de Chinese regering tegen hun families in China en Hongkong. De activisten waren in Genève om mensenrechtenschendingen in China en Hongkong te bespreken met de Hoge Commissaris voor de Mensenrechten, Volker Türk, maar ze hielden liever een geheime vergadering op de bovenste verdieping van een onopvallend kantoorgebouw in de buurt.
Op 4 februari 2025 trok president Trump de VS opnieuw terug uit de raad.

### Rapporteurs
De Speciale Procedures van de Mensenrechtenraad zijn onafhankelijke mensenrechtenexperts, zoals de Rapporteur voor inheemse volkeren, met mandaten om te rapporteren en te adviseren over mensenrechten vanuit een thematisch of landspecifiek perspectief. Het systeem van speciale procedures is een centraal element van het mensenrechtenapparaat van de Verenigde Naties en omvat alle mensenrechten: burgerlijke, culturele, economische, politieke en sociale rechten.
In het kader van de evaluatie van zijn werkzaamheden en werking in 2011:
- opnieuw de verplichting van de staten om aan de bijzondere procedures mee te werken,
- herhaalde de integriteit en onafhankelijkheid van de bijzondere procedures,
- bevestigde de beginselen van samenwerking, transparantie en verantwoordingsplicht en de rol van het systeem van speciale procedures bij het vergroten van de capaciteit van de Mensenrechtenraad om mensenrechtensituaties aan te pakken.

De lidstaten bevestigden dat zij sterk gekant zijn tegen represailles tegen personen die samenwerken met de Verenigde Naties en haar mensenrechtenmechanisme en vertegenwoordigers.
De raad erkende voorts het belang van transparante, adequate en billijke financiering ter ondersteuning van alle speciale procedures overeenkomstig hun specifieke behoeften (zie resolutie 16/21 van de MENSENRECHTENRAAD).

#### Speciale procedures zijn individuele deskundigen
Speciale procedures zijn ofwel een individu (genaamd "Speciale Rapporteur" of "Onafhankelijke Expert") of een werkgroep bestaande uit vijf leden, één van elk van de vijf regionale groeperingen van de Verenigde Naties: Afrika, Azië, Latijns-Amerika en het Caribisch gebied, Oost-Europa en de Westelijke groep. De speciale rapporteurs, onafhankelijke deskundigen en leden van de werkgroepen worden benoemd door de Mensenrechtenraad en treden op persoonlijke titel op.
Zij verbinden zich ertoe onafhankelijkheid, efficiëntie, bekwaamheid en integriteit te handhaven door middel van eerlijkheid, onpartijdigheid, eerlijkheid en goede trouw. Zij zijn geen personeelsleden van de Verenigde Naties en ontvangen geen financiële vergoeding. De onafhankelijke status van de mandaathouders is van cruciaal belang om hun functies in alle onpartijdigheid te kunnen vervullen. De ambtstermijn van een mandaathouder in een bepaalde functie, of het nu gaat om een thematisch of een landenmandaat, is beperkt tot maximaal zes jaar.

#### Speciale procedures hebben een afgebakende werkomvang
Met de steun van het Bureau van de Hoge Commissaris van de Verenigde Naties voor de Mensenrechten (OHCHR), Speciale Procedures:
- landenbezoeken afleggen;
- optreden tegen individuele gevallen van vermeende schendingen en zorgen van bredere, structurele aard door mededelingen te sturen naar staten;
- thematische studies uit te voeren en deskundigenoverleg bijeen te roepen, wat bijdraagt tot de ontwikkeling van internationale mensenrechtennormen;
- zich bezighouden met belangenbehartiging en het publieke bewustzijn vergroten, en
- advies geven voor technische samenwerking.

Speciale Procedures rapporteren jaarlijks aan de Mensenrechtenraad en de meerderheid van de mandaten rapporteert ook jaarlijks aan de Algemene Vergadering.
Sinds september 2020 zijn er 44 thematische en 11 landenmandaten

## Samenstelling Mensenrechtenraad per jaar
De Mensenrechtenraad van de Verenigde Naties werd opgericht in 2006 ter vervanging van de politiek gestrande Mensenrechtencommissie van de Verenigde Naties. Die commissie werd opgericht in 1946, maar werd door velen als 'tandeloos' gezien omdat er te veel landen in zaten die zelf ook mensenrechten schonden.

Hieronder de overzichten van de leden en hun voorzitters sinds de oprichting in 2006.

### Voormalige leden
| Termijnen | Afrika (13)                                   | Azië (13)                                                            | Latijns-Amerika en Caraïben (8) | West-Europa en overige (7)                   | Oost-Europa (6)                |
| --------- | --------------------------------------------- | -------------------------------------------------------------------- | ------------------------------- | -------------------------------------------- | ------------------------------ |
| 2006-2007 | Algerije Marokko Zuid-Afrika Tunesië          | Bahrein India Indonesië Filipijnen                                   | Argentinië Ecuador              | Finland Nederland                            | Polen Tsjechië                 |
| 2006-2008 | Gabon Ghana Mali Zambia                       | Japan Pakistan Sri Lanka Zuid-Korea                                  | Brazilië Guatemala Peru         | Frankrijk Verenigd Koninkrijk                | Roemenië Oekraïne              |
| 2006-2009 | Djibouti Kameroen Mauritius Nigeria Senegal   | Bangladesh China Jordanië Maleisië Saoedi-Arabië                     | Cuba Mexico Uruguay             | Duitsland Canada Zwitserland                 | Azerbeidzjan Rusland           |
| 2008-2010 | Egypte Angola Madagaskar Zuid-Afrika          | India Indonesië Qatar Filipijnen                                     | Bolivia Nicaragua               | Nederland Italië                             | Bosnië en Herzegovina Slovenië |
| 2009-2011 | Burkina Faso Gabon Ghana Zambia               | Bahrein Japan Pakistan Zuid-Korea                                    | Argentinië Brazilië Chili       | Frankrijk Verenigd Koninkrijk                | Slowakije Oekraïne             |
| 2010-2012 | Djibouti Kameroen Mauritius Nigeria Senegal   | Bangladesh China Jordanië Kirgizië Saoedi-Arabië                     | Cuba Mexico Uruguay             | België Noorwegen Verenigde Staten            | Rusland Hongarije              |
| 2011-2013 | Angola Libië Mauritanië Oeganda               | Qatar Maleisië Malediven Thailand                                    | Ecuador Guatemala               | Zwitserland Spanje                           | Moldavië Polen                 |
| 2012-2014 | Benin Botswana Burkina Faso Congo-Brazzaville | India Indonesië Koeweit Filipijnen                                   | Chili Costa Rica Peru           | Italië Oostenrijk                            | Roemenië Tsjechië              |
| 2013-2015 | Ethiopië Ivoorkust Gabon Kenia Sierra Leone   | Japan Kazachstan Pakistan Zuid-Korea Verenigde Arabische Emiraten    | Argentinië Brazilië Venezuela   | Duitsland Ierland Verenigde Staten           | Estland Montenegro             |
| 2014-2016 | Algerije Marokko Namibië Zuid-Afrika          | China Malediven Saoedi-Arabië Vietnam                                | Cuba Mexico                     | Frankrijk Verenigd Koninkrijk                | Noord-Macedonië Rusland        |
| 2015-2017 | Botswana Congo-Brazzaville Ghana Nigeria      | Bangladesh Indonesië India Qatar                                     | Bolivia El Salvador Paraguay    | Nederland Portugal                           | Albanië Letland                |
| 2016-2018 | Burundi Ivoorkust Ethiopië Kenia Togo         | Zuid-Korea Kirgizië Mongolië Filipijnen Verenigde Arabische Emiraten | Ecuador Panama Venezuela        | België Duitsland Zwitserland                 | Georgië Slovenië               |
| 2017-2019 | Egypte Rwanda Tunesië Zuid-Afrika             | China Irak Japan Saoedi-Arabië                                       | Brazilië Cuba                   | Verenigd Koninkrijk Verenigde Staten IJsland | Kroatië Hongarije              |
| 2018-2020 | Angola Congo-Kinshasa Nigeria Senegal         | Afghanistan Nepal Pakistan Qatar                                     | Chili Mexico Peru               | Australië Spanje                             | Slowakije Oekraïne             |
| 2019-2021 | Burkina Faso Kameroen Eritrea Somalië Togo    | Bahrein Bangladesh Fiji India Filipijnen                             | Argentinië Bahama's Uruguay     | Oostenrijk Denemarken Italië                 | Bulgarije Tsjechië             |
| 2020-2022 | Libië Mauritanië Soedan Namibië               | Indonesië Japan Marshalleilanden Zuid-Korea                          | Brazilië Venezuela              | Duitsland Nederland                          | Armenië Polen                  |

1. ↑  Deze landen werden voor een periode van één jaar gekozen.
2. ↑  Deze landen werden voor een periode van twee jaren gekozen.
3. ↑  Libië geschorst uit de Mensenrechtenraad van de Verenigde Naties vanaf 1 maart 2011.
4. ↑  Schorsing van Libië opgeheven vanaf 18 november 2011.
5. ↑  Verenigde Staten stapt uit de Mensenrechtenraad van de Verenigde Naties vanaf 19 juni 2018.
6. ↑  IJsland vervangt de Verenigde Staten die uit de Mensenrechtenraad van de Verenigde Naties zijn gestapt.

### Voormalige voorzitters
Het Bureau van de raad bestaat uit vijf personen - een voorzitter en vier ondervoorzitters - die de vijf regionale fracties vertegenwoordigen. Ze dienen voor een jaar, in overeenstemming met de jaarlijkse cyclus van de raad.
|    | Naam                            | Land        | Periode                           |
| -- | ------------------------------- | ----------- | --------------------------------- |
| 1  | Luis Alfonso de Alba            | Mexico      | 19 juni 2006 - 18 juni 2007       |
| 2  | Doru Romulus Costea             | Roemenië    | 19 juni 2007 - 18 juni 2008       |
| 3  | Martin Ihoeghian Uhomoibhi      | Nigeria     | 19 juni 2008 - 18 juni 2009       |
| 4  | Alex Van Meeuwen                | België      | 19 juni 2009 - 18 juni 2010       |
| 5  | Sihasak Phuangketkeow           | Thailand    | 19 juni 2010 - 18 juni 2011       |
| 6  | Laura Dupuy Lasserre            | Uruguay     | 19 juni 2011 - 31 december 2012   |
| 7  | Remigiusz Henczel               | Polen       | 1 januari 2013 - 31 december 2013 |
| 8  | Baudelaire Ndong Ella           | Gabon       | 1 januari 2014 - 31 december 2014 |
| 9  | Joachim Rücker                  | Duitsland   | 1 januari 2015 - 31 december 2015 |
| 10 | Choi Kyong-lim                  | Zuid-Korea  | 1 januari 2016 - 31 december 2016 |
| 11 | Joaquín Alexander Maza Martelli | El Salvador | 1 januari 2017 - 31 december 2017 |
| 12 | Vojislav Šuc                    | Slovenië    | 1 januari 2018 - 31 december 2018 |
| 13 | Coly Seck                       | Senegal     | 1 januari 2019 - 31 december 2019 |
| 14 | Elisabeth Tichy-Fisslberger     | Oostenrijk  | 1 januari 2020 - 31 december 2020 |
| 15 | Nazahat Shameen Khan            | Fiji        | 1 januari 2021 - 31 december 2021 |
| 16 | Federico Villegas               | Argentinië  | 1 januari 2022 - 31 december 2022 |
| 17 | Václav Bálek                    | Tsjechië    | 1 januari 2023 - heden            |